# Aleksandr Nikitič Romanov
Il principe Aleksandr Nikitič Romanov (Parigi, 4 novembre 1929 – Londra, 22 settembre 2002) era un membro della famiglia imperiale.

## Biografia
Figlio del principe Nikita Aleksandrovič e della contessa Marija Ilarianovna Vorontzova-Daschkova, era nipote dei granduchi Xenia (1875-1960), figlia dello zar Alessandro III e Aleksandr Michajlovič Romanov, e fratello minore del principe Nikita Nikitič. Crebbe in Inghilterra, dove risiedeva sua nonna Ksenija Aleksandrovna Romanova ed i suoi genitori e nel 1938 diventò suddito britannico.
Allo scoppio della seconda guerra mondiale il principe Aleksandr e la sua famiglia erano in Francia ed impossibilitati a tornare nel Regno Unito andarono prima a Roma e poi in Cecoslovacchia, rischiando di venire rimpatriati in Russia, dove molti membri di ex famiglie regnanti tedesche sarebbero stati deportati ed uccisi. A seguito della fine tornò in Gran-Bretagna prima di andare negli Stati Uniti, dove già c'era suo fratello maggiore ed altri parenti, a studiare all'Università di Columbia. Tornò in Gran-Bretagna nel 1953 e visse con sua nonna la granduchessa Xenia ad Hampton Court fino alla sua morte nel 1960.
Il 27 maggio 1961 divenne il primo membro della famiglia imperiale a tornare in Russia dopo la Rivoluzione d'ottobre ed il massacro di gran parte della famiglia imperiale, quando riuscì ad ottenere un visto come turista, visitando così Mosca e San Pietroburgo. Il principe Aleksandr sposò Maria Immacolata (detta Mimi') Valguarnera di Niscemi il 23 febbraio 1971 a New York con rito civile, e religioso il 18 luglio 1971 a Cannes.
Il principe Alexander Nikitich Romanov morì dopo una breve malattia il 22 settembre 2002 a Londra. Il suo corpo fu cremato al Mortlake Crematorium e sepolto nella tomba ancestrale della famiglia di sua moglie a Palermo.

## Ascendenza
|                                            |                                       |                                       | Genitori                               |  |  | Nonni |  |  | Bisnonni                      |  |  | Trisnonni              |  |
|                                            |                                       |                                       |                                        |  |  |       |  |  | 8. Michail Nikolaevič Romanov |  |  | 16. Nicola I di Russia |  |
|                                            |                                       |                                       |                                        |  |  |       |  |  | 8. Michail Nikolaevič Romanov |  |  | 16. Nicola I di Russia |  |
|                                            |                                       | 17. Carlotta di Prussia               |                                        |  |  |       |  |  | 8. Michail Nikolaevič Romanov |  |  |                        |  |
| 4. Aleksandr Michajlovič Romanov           |                                       |                                       |                                        |  |  |       |  |  | 8. Michail Nikolaevič Romanov |  |  |                        |  |
|                                            |                                       | 9. Cecilia di Baden                   | 18. Leopoldo di Baden                  |  |  |       |  |  |                               |  |  |                        |  |
|                                            |                                       | 9. Cecilia di Baden                   | 18. Leopoldo di Baden                  |  |  |       |  |  |                               |  |  |                        |  |
|                                            |                                       | 9. Cecilia di Baden                   | 19. Sofia Guglielmina di Svezia        |  |  |       |  |  |                               |  |  |                        |  |
| 2. Nikita Aleksandrovič Romanov            |                                       | 9. Cecilia di Baden                   |                                        |  |  |       |  |  |                               |  |  |                        |  |
|                                            |                                       | 10. Alessandro III di Russia          | 20. Alessandro II di Russia            |  |  |       |  |  |                               |  |  |                        |  |
|                                            |                                       | 10. Alessandro III di Russia          | 20. Alessandro II di Russia            |  |  |       |  |  |                               |  |  |                        |  |
|                                            |                                       | 10. Alessandro III di Russia          | 21. Maria d'Assia-Darmstadt            |  |  |       |  |  |                               |  |  |                        |  |
| 5. Ksenija Aleksandrovna Romanova          |                                       | 10. Alessandro III di Russia          |                                        |  |  |       |  |  |                               |  |  |                        |  |
|                                            |                                       | 11. Dagmar di Danimarca               | 22. Cristiano IX di Danimarca          |  |  |       |  |  |                               |  |  |                        |  |
|                                            |                                       | 11. Dagmar di Danimarca               | 22. Cristiano IX di Danimarca          |  |  |       |  |  |                               |  |  |                        |  |
|                                            |                                       | 11. Dagmar di Danimarca               | 23. Luisa d'Assia-Kassel               |  |  |       |  |  |                               |  |  |                        |  |
| 1. Aleksandr Nikitič Romanov               |                                       | 11. Dagmar di Danimarca               |                                        |  |  |       |  |  |                               |  |  |                        |  |
|                                            | 12. Illarion Ivanovič Voroncov-Daškov | 24. Ivan Illarionovič Voroncov-Daškov |                                        |  |  |       |  |  |                               |  |  |                        |  |
|                                            | 12. Illarion Ivanovič Voroncov-Daškov | 24. Ivan Illarionovič Voroncov-Daškov |                                        |  |  |       |  |  |                               |  |  |                        |  |
|                                            | 12. Illarion Ivanovič Voroncov-Daškov | 25. Aleksandra Kirillovna Naryškina   |                                        |  |  |       |  |  |                               |  |  |                        |  |
| 6. Illarion Illarionovič Voroncov-Daškov   | 12. Illarion Ivanovič Voroncov-Daškov |                                       |                                        |  |  |       |  |  |                               |  |  |                        |  |
|                                            |                                       | 13. Elizaveta Andreevna Šuvalova      | 26. Andrej Pavlovič Šuvalov            |  |  |       |  |  |                               |  |  |                        |  |
|                                            |                                       | 13. Elizaveta Andreevna Šuvalova      | 26. Andrej Pavlovič Šuvalov            |  |  |       |  |  |                               |  |  |                        |  |
|                                            |                                       | 13. Elizaveta Andreevna Šuvalova      | 27. Sof'ja Michajlovna Voroncova       |  |  |       |  |  |                               |  |  |                        |  |
| 3. Marija Ilarianovna Vorontzova-Daschkova |                                       | 13. Elizaveta Andreevna Šuvalova      |                                        |  |  |       |  |  |                               |  |  |                        |  |
|                                            |                                       | 14. Vasily Lvovič Naryškin            | 28. Lev Kirillovič Naryškin            |  |  |       |  |  |                               |  |  |                        |  |
|                                            |                                       | 14. Vasily Lvovič Naryškin            | 28. Lev Kirillovič Naryškin            |  |  |       |  |  |                               |  |  |                        |  |
|                                            |                                       | 14. Vasily Lvovič Naryškin            | 29. Maria Vasilievna Dolgorukova       |  |  |       |  |  |                               |  |  |                        |  |
| 7. Irina Vasilievna Naryshkina             |                                       | 14. Vasily Lvovič Naryškin            |                                        |  |  |       |  |  |                               |  |  |                        |  |
|                                            |                                       | 15. Tebro Pavlovna Naryškina          | 30. Aleksandr Ivanovič Barjatinsky     |  |  |       |  |  |                               |  |  |                        |  |
|                                            |                                       | 15. Tebro Pavlovna Naryškina          | 30. Aleksandr Ivanovič Barjatinsky     |  |  |       |  |  |                               |  |  |                        |  |
|                                            |                                       | 15. Tebro Pavlovna Naryškina          | 31. Elizaveta Dmitrievna Baryatinskaya |  |  |       |  |  |                               |  |  |                        |  |
|                                            |                                       | 15. Tebro Pavlovna Naryškina          |                                        |  |  |       |  |  |                               |  |  |                        |  |